# アンジェロ・ダリーゴ
アンジェロ・ダリーゴ（Angelo d'Arrigo、1961年4月3日 - 2006年3月26日）は、イタリアの飛行家、冒険家。ハンググライダー、無機関・無動力の超軽量飛行機などを使用した冒険飛行で世界記録を保持していた。
1961年4月3日カターニアに生まれ、パリで育つ。
2001年鳥とともに飛行する冒険を開始すし、鷲とともにサハラ砂漠と地中海を横断した。2002年シベリアからカスピ海を経て、イランに抜ける飛行を行う。2004年ネパールから鷲とともにエベレスト山を超えることに成功する。2006年には、コンドルの飛行ルートに沿って南アメリカ最高峰のアコンカグア上空を飛行した。
2006年3月26日イタリア、コーミゾの航空ショーの最中、乗っていた軽飛行機が墜落し事故死した。45歳。